# Mohamed Salman Al-Khuwalidi
Mohamed Salman Al-Khuwalidi (ur. 19 czerwca 1981) – saudyjski lekkoatleta, skoczek w dal, olimpijczyk.

## Osiągnięcia
- 2. miejsce podczas Światowego Finału IAAF (Stuttgart 2006)
- 3. miejsce na Pucharze świata (Ateny 2006)
- brązowy medal Halowych Mistrzostw Świata w Lekkoatletyce (Walencja 2008)
- 3. miejsce w Światowym Finale IAAF (Stuttgart 2006)
- złoty medalista Mistrzostw Azji w lekkoatletyce zarówno w hali, jak i na stadionie

## Rekordy życiowe
- Skok w dal – 8,48 m (2006) rekord Azji
- Skok w dal (hala) – 8,24 m (2008) rekord Arabii Saudyjskiej